# Антеро Ояла
Йрьо Антеро Ояла (10 грудня 1916 — 5 лютого 1982) — фінський ковзаняр, учасник Зимових Олімпійських ігор 1936 та Зимових Олімпійських ігор 1948.
У 1936 році виграв бронзову медаль на дистанції 5000 метрів. На дистанції 10000 метрів він фінішував сьомим, на дистанції 500 метрів — восьмим, а на дистанції 1500 метрів — дев'ятим.
Через дванадцять років він фінішував дванадцятим на дистанції 1500 метрів, 14-м на дистанції 500 метрів і 26-м на дистанції 5000 метрів.